# Dynamite (album Jamiroquai)
Dynamite – szósty studyjny album zespołu Jamiroquai. Był jednym z najbardziej wyczekiwanych albumów Jamiroquai w historii zespołu. Płytę poprzedzał singel, a zarazem pierwszy utwór na płycie – „Feels Just Like It Should”. Płyta wydana w dwóch wersjach, różniących się liczbą utworów.

## Lista utworów
1. „Feels Just Like It Should”
2. „Dynamite”
3. „Seven Days In Sunny June”
4. „Electric Mistress”
5. „Starchild”
6. „Love Blind”
7. „Talulah”
8. „(Don't) Give Hate A Chance”
9. „World That He Wants”
10. „Black Devil Car”
11. „Hot Tequila Brown”
12. „Time Won't Wait” (tylko w Wielkiej Brytanii i Japonii)